# Краковская академия искусств
Краковская академия изящных искусств имени Яна Матейко (пол. Akademia Sztuk Pięknych im. Jana Matejki w Krakowie) — старейшее художественное высшее учебное заведение в Польше.

## История
Основана в 1818 году как Школа рисунка и живописи при факультете литературы Ягеллонского университета.
В 1873 году отделилась от университета в качестве Школы изящных искусств. Первым директором школы стал известный польский живописец Ян Матейко (1838—1893), сыгравший большую роль в формировании художественного сообщества Кракова и воспитавший многих выдающихся учеников, повлиявших на польскую культуру. С 1979 года академии присвоено его имя.
Преподавателями и профессорами учебного заведения были Ф. Цинк, А. Грыглевский, Л. Лефлёр
После смерти Яна Матейко важную роль о деятельности Школы сыграл ректор Юлиан Фалат, известный художник-пейзажист и выдающийся реформатор, руководивший ей с 1875 по 1909. При нём в 1900 году Школа стала Академией изящных искусств. Он инициировал развитие в Академии новых творческих течений и организовал, кроме живописи, обучение графике и архитектуре. Пригласил на педагогическую работу ряд известных мастеров, в том числе Т. Аксентовича, В. Вейса, С. Выспяньского, Л. Вычулковского, К. Лящка, Я. Мальчевского, Ю. Мехоффера, Ю. Панкевича, Я. Станиславского и др.
В 2012—2020 годах ректором Академии был Станислав Табиш.

## Факультеты
- дизайна интерьера
- промышленного дизайна
- графики
- сохранения (консервации) и реставрации произведений искусства
- живописи
- скульптуры

При Академии работают межфакультетская кафедра теории и истории искусства, курсы иностранных языков и физической культуры.